# Dichagyris kirghisa
Dichagyris kirghisa là một loài bướm đêm trong họ Noctuidae.